# Khoikhoicetus
Khoikhoicetus — вимерлий рід зифіїдних китоподібних, відомий за черепами, знайденими на відкладеннях морського дна ймовірного міоценового віку біля узбережжя Південної Африки та островів Кергелен.

## Систематика
Відомі два види: K. agulhasis і K. kergueleni. Рід Khoikhoicetus близький до дзьобастих китів з родів Mesoplodon, Hyperoodon і Indopacetus.